# Nati il 18 giugno
| Questa pagina contiene informazioni ricavate automaticamente dalle voci biografiche con l'ausilio del template Bio e di un bot. L'aggiornamento è periodico e automatico e ricostruisce completamente la pagina. Se manca una persona in questa lista, sei pregato di non aggiungerla, ma accertati piuttosto che la sua voce biografica contenga il template Bio e che i dati anagrafici siano correttamente compilati. Se il template Bio manca, inseriscilo tu stesso o, in alternativa, metti l'avviso {{tmp\|Bio}} che ne segnala la mancanza. Se i dati riportati sono sbagliati, correggi direttamente la voce biografica; le modifiche saranno visibili in questa lista entro pochi giorni. Per chiarimenti vedi il progetto biografie. La lista contiene solo le 1.149 persone che sono citate nell'enciclopedia e per le quali è stato implementato correttamente il template Bio. Pagina aggiornata al 17 ago 2025. |

## XIII secolo(1)
- 1294 - Carlo IV di Francia, sovrano († 1328)

## XIV secolo(2)
- 1318 - Eleonora d'Inghilterra, nobile britannica († 1355)
- 1332 - Giovanni V Paleologo, imperatore bizantino († 1391)

## XV secolo(3)
- 1466 - Ottaviano Petrucci, editore musicale italiano († 1539)
- 1482 - Giorgio Martinuzzi, cardinale, arcivescovo cattolico e politico ungherese († 1551)
- 1489 - Francesco Maria Molza, umanista e poeta italiano († 1544)

## XVI secolo(5)
- 1517 - Ōgimachi, imperatore giapponese († 1593)
- 1521 - Maria d'Aviz, principessa portoghese († 1577)
- 1552 - Gabriello Chiabrera, poeta e drammaturgo italiano († 1638)
- 1573 - Joan Pau Pujol, presbitero, compositore e organista spagnolo († 1626)
- 1582 - Marcantonio Mambelli, letterato e gesuita italiano († 1644)

## XVII secolo(11)
- 1603 - Luisa Giuliana di Erbach, nobile tedesca († 1670)
- 1618 - Andrea d'Avalos, militare e politico italiano († 1709)
- 1621 - Allart van Everdingen, pittore olandese († 1675)
- 1635 - Manuel de la Torre y Gutiérrez, arcivescovo cattolico spagnolo († 1694)
- 1666 - Jeanne Delanoue, religiosa e santa francese († 1736)
- 1669 - Maria Maddalena Musi, soprano italiano († 1751)
- 1675 - Fulgenzio Bellelli, religioso italiano († 1742)
- 1677 - Antonio Maria Bononcini, violoncellista e compositore italiano († 1726)
- 1686 - Sofia Carolina von Camas, nobildonna prussiana († 1766)
- 1687 - Federico Guglielmo II di Schleswig-Holstein-Sonderburg-Beck, nobile tedesco († 1749)
- 1696 - Antonio Zanon, imprenditore, agronomo e economista italiano († 1770)

## XVIII secolo(35)
- 1707 - Pietro Correr, politico e diplomatico italiano († 1768)
- 1715 - Harry Grey, IV conte di Stamford, nobile britannico († 1768)
- 1715 - Marianne Santini Fabri, scrittrice e poetessa italiana († 1787)
- 1716 - Carlo Edzardo della Frisia orientale, principe († 1744)
- 1716 - Joseph-Marie Vien, pittore francese († 1809)
- 1731 - Richard Grosvenor, I conte Grosvenor, nobile e politico inglese († 1802)
- 1738 - Johann Joseph Wilczek, militare austriaco († 1819)
- 1743 - Ignazio Gaetano Boncompagni Ludovisi, cardinale italiano († 1790)
- 1743 - Alexander Gordon, IV duca di Gordon, nobile e politico scozzese († 1827)
- 1744 - Henry Paget, I conte di Uxbridge, nobile britannico († 1812)
- 1746 - Johann Gottfried Leonhardi, medico e chimico tedesco († 1823)
- 1749 - Alexandre Bultos, attore teatrale belga († 1787)
- 1754 - Anna Maria Lenngren, poetessa svedese († 1817)
- 1754 - Guglielmo del Palatinato-Zweibrücken, nobile e generale tedesco († 1807)
- 1756 - Giovanni Battista Cagnol de la Chambre, generale italiano († 1833)
- 1757 - Ignace Pleyel, compositore e editore austriaco († 1831)
- 1757 - Gervasio Antonio de Posadas, politico argentino († 1833)
- 1761 - Denis Decrès, ammiraglio francese († 1820)
- 1763 - Johann Philipp Karl Joseph von Stadion, politico austriaco († 1824)
- 1763 - Pierre-François-Martial de Loménie, arcivescovo cattolico francese († 1794)
- 1769 - Jacques Marquet de Montbreton de Norvins, scrittore e politico francese († 1854)
- 1769 - Robert Stewart, II marchese di Londonderry, politico britannico († 1822)
- 1770 - Pedro Paulo de Figueiredo da Cunha e Melo, cardinale e arcivescovo cattolico portoghese († 1855)
- 1771 - Justo Figuerola, politico peruviano († 1854)
- 1773 - Giannantonio Moschini, letterato e storico dell'arte italiano († 1840)
- 1786 - Pietro Carlo di Borbone-Spagna, nobile spagnolo († 1812)
- 1788 - Karl Sigismund Kunth, botanico tedesco († 1850)
- 1788 - Ernesta Legnani Bisi, pittrice italiana († 1859)
- 1789 - John Carne, viaggiatore e scrittore inglese († 1844)
- 1790 - John Eaton, politico e diplomatico statunitense († 1856)
- 1794 - Philippe Le Bas, grecista, epigrafista e archeologo francese († 1860)
- 1794 - Jean-Louis Taberd, vescovo cattolico, missionario e lessicografo francese († 1840)
- 1797 - Vittorio Angius, scrittore, storico e politico italiano († 1862)
- 1799 - William Lassell, astronomo e ottico inglese († 1880)
- 1799 - Prosper Menière, medico e scienziato francese († 1862)

## XIX secolo(156)
- 1801 - Ruggero Blundo, vescovo cattolico italiano († 1888)
- 1802 - Auguste Migette, pittore e disegnatore francese († 1884)
- 1809 - Filippo Bonacci, magistrato e politico italiano († 1872)
- 1809 - Giuseppe Cataldi, banchiere e politico italiano († 1876)
- 1809 - Ludwig von der Tann, generale tedesco († 1881)
- 1810 - Ferdinand David, violinista e compositore tedesco († 1873)
- 1812 - Ivan Aleksandrovič Gončarov, scrittore russo († 1891)
- 1812 - Otto Wilhelm Sonder, botanico e farmacista tedesco († 1881)
- 1813 - Alessandro Bianchi, avvocato e politico italiano († 1872)
- 1815 - Elisabetta di Prussia, principessa tedesca († 1885)
- 1817 - Jang Bahadur Rana, generale e politico nepalese († 1877)
- 1819 - Giuseppe Antonio Brugnone, presbitero, gesuita e zoologo italiano († 1884)
- 1820 - Carlo Bottacco, generale italiano († 1880)
- 1821 - Johannes von Leiss, nobile e vescovo cattolico austriaco († 1884)
- 1823 - Giovanni Diana, politico italiano († 1903)
- 1824 - Henry Lascelles, IV conte di Harewood, nobile inglese († 1892)
- 1824 - Johannes Heykamp, arcivescovo vetero-cattolico olandese († 1892)
- 1824 - William E. Smith, politico e imprenditore statunitense († 1883)
- 1826 - Giuseppe Sagarriga Visconti, avvocato, imprenditore e politico italiano († 1897)
- 1826 - Edward Shippen, ammiraglio e scrittore statunitense († 1911)
- 1827 - Gustavo di Svezia, principe svedese († 1852)
- 1827 - Carl Junker, ingegnere e architetto austriaco († 1882)
- 1828 - Henri Tolain, politico e giornalista francese († 1897)
- 1830 - Johann von Dumoulin, generale austriaco († 1887)
- 1830 - Léon Gaston Genevier, botanico e farmacista francese († 1880)
- 1831 - Peter Nicolai Arbo, pittore norvegese († 1892)
- 1831 - Silverio Capparoni, pittore italiano († 1907)
- 1831 - Paolo Mei, pittore italiano († 1900)
- 1833 - Ciriaco María Sancha y Hervás, cardinale e arcivescovo cattolico spagnolo († 1909)
- 1835 - Enrico Carlo Noë, insegnante italiano († 1914)
- 1836 - Valerico Laccetti, pittore italiano († 1909)
- 1836 - Emmanouil Roidis, scrittore greco († 1904)
- 1838 - Auberon Herbert, scrittore, filosofo e anarchico britannico († 1906)
- 1838 - Edward Sylvester Morse, zoologo e archeologo statunitense († 1925)
- 1839 - Ulisse Cantagalli, pittore e ceramista italiano († 1901)
- 1839 - Martin Greif, poeta e scrittore tedesco († 1911)
- 1842 - António Mendes Bello, cardinale e patriarca cattolico portoghese († 1929)
- 1843 - David Popper, compositore e violoncellista boemo († 1913)
- 1844 - Rudolf von Khevenhüller-Metsch, diplomatico e nobile austriaco († 1910)
- 1845 - Charles Louis Alphonse Laveran, medico francese († 1922)
- 1845 - Gustav Storm, storico norvegese († 1903)
- 1849 - Arthur Bigge, I barone Stamfordham, ufficiale inglese († 1931)
- 1849 - Armand Peugeot, imprenditore francese († 1915)
- 1850 - Richard Heuberger, compositore, direttore d'orchestra e insegnante austriaco († 1914)
- 1852 - János Csernoch, cardinale e arcivescovo cattolico slovacco († 1927)
- 1852 - Charles Kent, regista e attore inglese († 1923)
- 1852 - Narcisse-Augustin Lefort, violinista e docente francese († 1933)
- 1853 - Marion Graves Anthon Fish, socialite statunitense († 1915)
- 1854 - Maurice Ordonneau, drammaturgo e compositore francese († 1916)
- 1857 - Henry Clay Folger, imprenditore statunitense († 1930)
- 1859 - Ladislaus Hollós, botanico e micologo ungherese († 1940)
- 1859 - Franciscus Kenninck, arcivescovo vetero-cattolico olandese († 1937)
- 1859 - Anna Nahowski, austriaca († 1931)
- 1860 - George Frampton, scultore britannico († 1928)
- 1860 - Eugenio Trifari, ammiraglio italiano († 1954)
- 1861 - Camillo Cimati, agronomo e politico italiano († 1945)
- 1861 - Rodolfo Fredi, liutaio italiano († 1950)
- 1861 - Bellom Pescarolo, patologo e politico italiano († 1930)
- 1862 - Alberto Peratoner, chimico italiano († 1925)
- 1862 - Carolyn Wells, scrittrice e poetessa statunitense († 1942)
- 1863 - Antonio Biondi y de Viesca, ammiraglio e politico spagnolo († 1953)
- 1864 - Agnes Goodsir, pittrice australiana († 1939)
- 1865 - Théodore-Henri Fresson, agronomo e fotografo francese († 1951)
- 1865 - Emil Knoevenagel, chimico tedesco († 1921)
- 1865 - Friedrich Carl Alwin Pockels, fisico italiano († 1913)
- 1866 - Ariberto di Anhalt, principe tedesco († 1933)
- 1867 - Thaddeus Cahill, avvocato e inventore statunitense († 1934)
- 1867 - Charles Guignebert, storico francese († 1939)
- 1868 - Miklós Horthy, ammiraglio e politico ungherese († 1957)
- 1868 - Georges Lacombe, pittore e scultore francese († 1916)
- 1868 - Alexander Tornquist, paleontologo e geologo tedesco († 1944)
- 1869 - Luigi Accurti, ammiraglio austriaco († 1919)
- 1869 - Yahya Muhammad Hamid ed-Din, sovrano yemenita († 1948)
- 1869 - Angiolo Orvieto, poeta italiano († 1967)
- 1870 - Luisa Giaconi, poetessa italiana († 1908)
- 1870 - Édouard Le Roy, filosofo e teologo francese († 1954)
- 1870 - Joseph W. Smiley, attore e regista statunitense († 1945)
- 1870 - William A. Williams, attore cinematografico statunitense († 1942)
- 1871 - Edmund Breese, attore, sceneggiatore e regista statunitense († 1936)
- 1871 - Howard Passadoro, calciatore gallese († 1921)
- 1871 - Tom Turpin, compositore e musicista statunitense († 1922)
- 1872 - Matti Aikio, poeta norvegese († 1929)
- 1872 - Jonas Mackevičius, pittore lituano († 1954)
- 1872 - Ana de Castro Osório, scrittrice, pedagoga e attivista portoghese († 1935)
- 1873 - Eduardo Chicharro y Agüera, pittore spagnolo († 1949)
- 1874 - Ivan Michajlovič Moskvin, attore, regista e direttore teatrale russo († 1946)
- 1874 - George Tupou II, sovrano tongano († 1918)
- 1875 - Giò Batta Santini, politico italiano († 1948)
- 1877 - James Montgomery Flagg, pubblicitario e illustratore statunitense († 1960)
- 1881 - Gustavo Brunelli, biologo italiano († 1960)
- 1881 - Nicola Fiore, scultore italiano († 1976)
- 1881 - Zoltán Halmay, nuotatore ungherese († 1956)
- 1882 - Georgi Dimitrov, politico bulgaro († 1949)
- 1882 - Richard Johansson, pattinatore artistico su ghiaccio svedese († 1952)
- 1882 - Ștefania Mărăcineanu, fisica rumena († 1944)
- 1882 - Gaetano Petrotta, presbitero, filologo e linguista italiano († 1952)
- 1882 - Domenico Picca, militare italiano († 1916)
- 1883 - Mary Alden, attrice statunitense († 1946)
- 1883 - Baltasar Brum, avvocato e politico uruguaiano († 1933)
- 1884 - Édouard Daladier, politico francese († 1970)
- 1884 - Karl Pink, numismatico austriaco († 1965)
- 1885 - Ernie Adams, attore statunitense († 1947)
- 1885 - Emmanuel Gounot, giurista francese († 1960)
- 1886 - Paul Fischl, calciatore austriaco († 1960)
- 1886 - George Mallory, alpinista e docente britannico († 1924)
- 1886 - Alexander Wetmore, ornitologo, paleontologo e biologo statunitense († 1978)
- 1887 - Giovanni Capra, calciatore italiano († 1957)
- 1887 - Luigi Chiodi, ciclista su strada italiano († 1959)
- 1887 - Camillo Perini, aviatore austro-ungarico († 1942)
- 1887 - Theodore Reed, regista, produttore cinematografico e attore statunitense († 1957)
- 1887 - George de Relwyskow, lottatore britannico († 1943)
- 1887 - Ismaele Voltolini, tenore italiano († 1938)
- 1887 - Waloddi Weibull, ingegnere e statistico svedese († 1979)
- 1887 - Ursule Wibaut, calciatore francese († 1968)
- 1888 - Biagio Budelacci, vescovo cattolico italiano († 1973)
- 1888 - Luciano Folgore, poeta italiano († 1966)
- 1888 - Robert Walker, attore statunitense († 1954)
- 1888 - Margarita Xirgu, attrice teatrale spagnola († 1969)
- 1889 - Carlo Guzzi, progettista e imprenditore italiano († 1964)
- 1889 - Elisabeth Sanxay Holding, scrittrice statunitense († 1955)
- 1889 - Camilla Ravera, politica italiana († 1988)
- 1890 - Camillo Bechis, generale italiano († 1969)
- 1890 - Noémi Ferenczy, artista ungherese († 1957)
- 1890 - Masami Kobayashi, ammiraglio giapponese († 1977)
- 1890 - Giuseppe Piantoni, direttore di banda e compositore italiano († 1950)
- 1891 - Mae Busch, attrice australiana († 1946)
- 1891 - Angelo Carboni, avvocato e politico italiano († 1977)
- 1891 - Con Conrad, compositore e paroliere statunitense († 1938)
- 1891 - Hans Ruin, filosofo finlandese († 1980)
- 1891 - Ahmad ibn Yahya, sovrano yemenita († 1962)
- 1892 - Janko Borodáč, attore, regista teatrale e traduttore slovacco († 1964)
- 1892 - Victor Fontan, ciclista su strada francese († 1982)
- 1892 - George Harrison, calciatore inglese († 1939)
- 1892 - Eduard Steuermann, pianista e compositore austriaco († 1964)
- 1893 - André Borel, calciatore svizzero († 1970)
- 1893 - Mansell Richard James, aviatore canadese († 1919)
- 1893 - Antonín Ratzensberger, calciatore cecoslovacco († 1963)
- 1894 - Leonid Ivanovič Dobyčin, scrittore lettone († 1936)
- 1894 - Ernst Ullring, militare e inventore norvegese († 1953)
- 1895 - Valentin Vološinov, linguista russo († 1936)
- 1895 - Carl Zörner, calciatore tedesco († 1941)
- 1896 - Vittorio Accornero de Testa, illustratore, pittore e scenografo italiano († 1982)
- 1896 - Philip Barry, commediografo statunitense († 1949)
- 1896 - Richard Dölker, artista tedesco († 1955)
- 1896 - Mercedes Santamarina, collezionista d'arte e mecenate argentina († 1972)
- 1896 - Bruno Snell, grecista e filologo classico tedesco († 1986)
- 1896 - Blanche Sweet, attrice statunitense († 1986)
- 1897 - Martti Marttelin, maratoneta finlandese († 1940)
- 1898 - Carmelo Goyenechea Urrusolo, calciatore spagnolo († 1984)
- 1898 - Muzio Muzii, bibliotecario, fotografo e storico italiano († 1971)
- 1898 - Alessandro Tonani, ciclista su strada e pistard italiano († 1938)
- 1898 - Dink Trout, attore statunitense († 1950)
- 1899 - Giuseppe Lugo, tenore e attore italiano († 1980)
- 1899 - Anthony Strollo, mafioso statunitense
- 1899 - Eugene Vinaver, letterato russo († 1979)
- 1900 - Michail Butusov, allenatore di calcio e calciatore sovietico († 1963)

## XX secolo(906)
- 1901 - Betty Bird, attrice austriaca († 1998)
- 1901 - Anastasija Nikolaevna Romanova, nobile e santa russa († 1918)
- 1901 - Leon Suzin, architetto polacco († 1976)
- 1902 - Boris Vasil'evič Barnet, regista e sceneggiatore sovietico († 1965)
- 1902 - José Pancetti, pittore brasiliano († 1958)
- 1902 - Giovanni Penzi, calciatore italiano († 1975)
- 1902 - The Teng Chun, regista, produttore cinematografico e sceneggiatore indonesiano († 1977)
- 1903 - George Garbutt, hockeista su ghiaccio canadese († 1967)
- 1903 - Siegfried Kasche, ambasciatore tedesco († 1947)
- 1903 - Manlio Lupinacci, giornalista e politico italiano († 1982)
- 1903 - Jeanette MacDonald, cantante e attrice statunitense († 1965)
- 1903 - Charles Meunier, ciclista su strada e ciclocrossista belga († 1971)
- 1903 - Raymond Radiguet, scrittore e poeta francese († 1923)
- 1903 - Carlo Tagliavini, glottologo e linguista italiano († 1982)
- 1904 - Gordon Buehrig, designer statunitense († 1990)
- 1904 - Clive Dunfee, pilota automobilistico britannico († 1932)
- 1904 - Keye Luke, attore statunitense († 1991)
- 1904 - Manuel Rosenthal, compositore e direttore d'orchestra francese († 2003)
- 1904 - János Stófián, calciatore ungherese († 1984)
- 1905 - Kay Kyser, musicista statunitense († 1985)
- 1905 - Leonid Michajlovič Lavrovskij, coreografo, ballerino e direttore artistico russo († 1967)
- 1905 - Ettore Mazzoleni, direttore d'orchestra, insegnante e scrittore svizzero († 1968)
- 1905 - Thomas S. Power, generale statunitense († 1970)
- 1905 - Eduard Tubin, compositore e direttore d'orchestra estone († 1982)
- 1906 - Giovanni Botta, politico italiano († 1988)
- 1906 - Helena D'Algy, attrice portoghese († 1992)
- 1907 - Ruth Abramowitsch, danzatrice e coreografa tedesca († 1974)
- 1907 - Aldo Crivelli, artista e archeologo svizzero († 1981)
- 1907 - Varlam Tichonovič Šalamov, scrittore, poeta e giornalista sovietico († 1982)
- 1907 - Frithjof Schuon, filosofo e mistico svizzero († 1998)
- 1908 - Henry Bouquillard, militare e aviatore francese († 1941)
- 1908 - Jean Claessens, calciatore belga († 1978)
- 1908 - Bud Collyer, doppiatore e conduttore televisivo statunitense († 1969)
- 1908 - Andrea Ercoli, imprenditore, dirigente sportivo e calciatore italiano († 2005)
- 1908 - Karl Hohmann, calciatore e allenatore di calcio tedesco († 1974)
- 1908 - Nedra Volz, attrice statunitense († 2003)
- 1910 - Maurice Stevenson Bartlett, statistico britannico († 2002)
- 1910 - Dick Foran, attore statunitense († 1979)
- 1910 - Giovanni Parente, politico italiano († 1982)
- 1911 - Giuseppe Antonio Giancane, politico italiano († 1979)
- 1911 - Anne-Marie Imbrecq, aviatrice francese († 2005)
- 1911 - Lydecker brothers, effettista statunitense († 1969)
- 1911 - Kamala Sohonie, biochimica indiana († 1998)
- 1912 - Glenn Morris, multiplista statunitense († 1974)
- 1912 - Alfio Rosario Natale, storico, archivista e paleografo italiano († 1996)
- 1912 - Julio Peña, attore spagnolo († 1972)
- 1913 - Achille Boroli, editore italiano († 2011)
- 1913 - Alessandro Brissoni, regista, sceneggiatore e scrittore italiano († 1980)
- 1913 - Sammy Cahn, paroliere e musicista statunitense († 1993)
- 1913 - Luigi Gatti, prefetto italiano († 1945)
- 1913 - Michele Mincuzzi, arcivescovo cattolico italiano († 1997)
- 1914 - Brunetto Bucciarelli-Ducci, politico e magistrato italiano († 1994)
- 1914 - Demetrio Antonio Chianesi, militare italiano († 2006)
- 1914 - Toni Gobbi, alpinista, scialpinista e imprenditore italiano († 1970)
- 1914 - E.G. Marshall, attore statunitense († 1998)
- 1914 - Charles McBurney, archeologo statunitense († 1979)
- 1914 - Salvador Molina, ciclista su strada spagnolo († 1982)
- 1914 - Xie Tian, attore e regista cinese († 2003)
- 1914 - Václav Zykmund, pittore e fotografo cecoslovacco († 1984)
- 1915 - Maria Alessi Catalano, politica italiana († 1997)
- 1915 - Giancarlo Fusco, scrittore, giornalista e attore italiano († 1984)
- 1915 - Robert Kanigher, fumettista e editore statunitense († 2002)
- 1916 - Vanni Canepele, tennista e cestista italiano († 1983)
- 1916 - Julio César Turbay Ayala, politico colombiano († 2005)
- 1916 - Jean de Senarclens, giurista e storico svizzero († 2005)
- 1917 - Richard Boone, attore statunitense († 1981)
- 1917 - Ferdinando Castagnoli, archeologo italiano († 1988)
- 1917 - Frank Colacurcio, mafioso statunitense († 2010)
- 1917 - Ross Elliott, attore statunitense († 1999)
- 1918 - Alf Francis, ingegnere e progettista polacco († 1983)
- 1918 - Reinaldo Gorno, maratoneta argentino († 1994)
- 1918 - Luigi Grigato, politico italiano († 1990)
- 1918 - Jerome Karle, chimico e cristallografo statunitense († 2013)
- 1918 - Marco Mariani, attore italiano († 1970)
- 1918 - Franco Modigliani, economista italiano († 2003)
- 1918 - Annibale Papetti, attore, pittore e paroliere italiano († 1990)
- 1919 - Alfredo Libero Ferretti, fotografo italiano († 2007)
- 1919 - Jüri Järvet, attore estone († 1995)
- 1919 - Massimo Montano, partigiano italiano († 1944)
- 1919 - Woody Norris, cestista statunitense († 2007)
- 1919 - Shmuel Safrai, storico e biblista israeliano († 2003)
- 1919 - Saturnino Yebra, calciatore argentino
- 1920 - Mario Beccaria, politico italiano († 2003)
- 1920 - Ian Carmichael, attore britannico († 2010)
- 1920 - Utta Danella, scrittrice tedesca († 2015)
- 1920 - Rosemary Dobson, scrittrice e poetessa australiana († 2012)
- 1920 - Jacques Faucherre, cestista francese († 1980)
- 1920 - Matthew Iannello, mafioso statunitense († 2012)
- 1920 - Deo Rossi, politico italiano († 2001)
- 1920 - Michele Tito, velocista italiano († 1961)
- 1921 - Angelo Bertelli, giocatore di football americano statunitense († 1999)
- 1921 - Wesley Lau, attore statunitense († 1984)
- 1921 - Olle Ohlson, pallanuotista svedese († 1983)
- 1921 - Michel Quoist, presbitero, scrittore e viaggiatore francese († 1997)
- 1921 - Rosalba Villa, cestista italiana
- 1922 - Marcello Bernardi, pediatra, pedagogista e saggista italiano († 2001)
- 1922 - Mike Bytzura, cestista statunitense († 1989)
- 1922 - Henri Chopin, poeta e artista francese († 2008)
- 1922 - Žamila Kolonomos, scrittrice macedone († 2013)
- 1922 - Rolando Rossi, allenatore di calcio e calciatore italiano († 2017)
- 1923 - Attilio Cassinelli, illustratore italiano († 2024)
- 1923 - Jean Delumeau, storico e saggista francese († 2020)
- 1923 - Robert Ellenstein, attore statunitense († 2010)
- 1923 - Jack Rawlings, calciatore inglese († 2016)
- 1923 - Francesco Sorrentino, giornalista, scrittore e politico italiano († 2001)
- 1923 - Antonio Spinosa, scrittore, giornalista e storico italiano († 2009)
- 1923 - Attilio Stazio, numismatico italiano († 2010)
- 1923 - Abd Allah bin Faysal Al Sa'ud, principe, politico e imprenditore saudita († 2007)
- 1924 - François Caradec, scrittore, biografo e fumettista francese († 2008)
- 1924 - William Humphrey, scrittore statunitense († 1997)
- 1924 - George Mikan, cestista, allenatore di pallacanestro e dirigente sportivo statunitense († 2005)
- 1924 - Gianni Savoldi, politico italiano († 2001)
- 1924 - Renia Spiegel, scrittrice polacca († 1942)
- 1924 - Liesbeth den Uyl, attivista, pubblicista e politica olandese († 1990)
- 1925 - Ennio Appignanesi, arcivescovo cattolico italiano († 2015)
- 1925 - Robert Arthur, attore statunitense († 2008)
- 1925 - Barimar, fisarmonicista, organista e arrangiatore italiano († 2022)
- 1926 - Aad Bak, calciatore olandese († 2009)
- 1926 - Han Su-an, pugile sudcoreano († 1998)
- 1926 - Avshalom Haviv, israeliano († 1947)
- 1926 - Allan Sandage, astronomo statunitense († 2010)
- 1926 - Nicola Signorello, politico italiano († 2022)
- 1926 - Sverre Stenersen, sciatore nordico norvegese († 2005)
- 1926 - Valentino von Braitenberg, medico italiano († 2011)
- 1927 - Suzanne Baron, montatrice francese († 1995)
- 1927 - Eva Bartok, attrice ungherese († 1998)
- 1927 - Antonio Carbonaro, sociologo italiano († 1998)
- 1928 - Michael Blakemore, regista teatrale australiano († 2023)
- 1928 - Claudio Corti, alpinista italiano († 2010)
- 1928 - Alfred James Jolson, vescovo cattolico statunitense († 1994)
- 1928 - Stan Lynn, calciatore inglese († 2002)
- 1928 - Maggie McNamara, attrice e modella statunitense († 1978)
- 1928 - Karel Mejta, canottiere cecoslovacco († 2015)
- 1928 - Enrico Motta, ex calciatore italiano
- 1929 - Jörg Faerber, direttore d'orchestra tedesco († 2022)
- 1929 - Jürgen Habermas, filosofo, sociologo e politologo tedesco
- 1929 - Mike Kearns, cestista statunitense († 2009)
- 1929 - John Lucas, filosofo britannico († 2020)
- 1929 - Roque Marrapodi, calciatore argentino († 1993)
- 1929 - André Ricard Sala, designer e scrittore spagnolo
- 1931 - Fernando Henrique Cardoso, politico brasiliano
- 1931 - Antonio Dorado Soto, vescovo cattolico spagnolo († 2015)
- 1931 - Anja Lamminpää, ex cestista finlandese
- 1931 - Johnny Matchefts, hockeista su ghiaccio statunitense († 2013)
- 1931 - Eddie Miller, cestista statunitense († 2014)
- 1931 - Elisa Montessori, pittrice italiana
- 1931 - Mario Pantaleoni, calciatore e allenatore di calcio italiano († 1981)
- 1931 - Ero Rossi, calciatore italiano († 2000)
- 1931 - Klaus Wunderlich, organista e compositore tedesco († 1997)
- 1932 - Marcello De Martino, direttore d'orchestra, compositore e arrangiatore italiano († 1983)
- 1932 - Giovanni Evangelisti, editore italiano († 2008)
- 1932 - Dudley Herschbach, chimico statunitense
- 1932 - Geoffrey Hill, poeta britannico († 2016)
- 1932 - Armando Santiago, compositore e direttore d'orchestra portoghese
- 1932 - Sérgio Ricardo, cantante, compositore e regista brasiliano († 2020)
- 1932 - Stan Vickers, marciatore britannico († 2013)
- 1933 - Heinrich von Stietencron, indologo e epigrafista tedesco († 2018)
- 1933 - Jean Wicki, bobbista svizzero († 2023)
- 1934 - Fausto Amodei, cantautore e ex politico italiano
- 1934 - Roberto Barontini, politico italiano († 2022)
- 1934 - Vadim Derbenёv, regista sovietico († 2016)
- 1934 - George Hearn, attore e baritono statunitense
- 1934 - Silvano Miniati, sindacalista e politico italiano († 2016)
- 1934 - Walter Nones, circense e direttore artistico italiano († 2016)
- 1934 - Barack Obama, economista keniota († 1982)
- 1934 - Mitsuteru Yokoyama, fumettista giapponese († 2004)
- 1935 - Adelmo Eufemi, allenatore di calcio e ex calciatore italiano
- 1935 - Alfredo Hernández, calciatore messicano († 2023)
- 1935 - Marco Aurelio Rivelli, scrittore italiano († 2010)
- 1935 - Luigi Robbiati, ex calciatore italiano
- 1935 - Jurij Mefod'evič Solomin, attore russo († 2024)
- 1935 - Dieter Vohs, ex pallanuotista tedesco orientale
- 1935 - Yaúca, calciatore portoghese († 1992)
- 1936 - Nemanja Đurić, cestista e allenatore di pallacanestro jugoslavo († 2025)
- 1936 - Horst Flosbach, ex mezzofondista tedesco
- 1936 - Larry Hennig, wrestler statunitense († 2018)
- 1936 - Denny Hulme, pilota automobilistico neozelandese († 1992)
- 1936 - Victor Lanoux, attore e produttore teatrale francese († 2017)
- 1936 - Norodom Monineath, regina cambogiana
- 1936 - George Pruitt, cestista e allenatore di pallacanestro statunitense († 2007)
- 1936 - Franco Vaccari, artista e fotografo italiano
- 1936 - Ronald Venetiaan, politico surinamese
- 1936 - Wally Voges, ex pallanuotista sudafricano
- 1937 - Adriana Destro, antropologa italiana
- 1937 - Andrea Frezza, regista, sceneggiatore e scrittore italiano († 2012)
- 1937 - Del Harris, allenatore di pallacanestro e dirigente sportivo statunitense
- 1937 - Guram Kostava, schermidore sovietico († 2024)
- 1937 - Franco Carlo Ricci, musicologo italiano
- 1937 - Jay Rockefeller, politico statunitense
- 1937 - Bruce Trigger, archeologo canadese († 2006)
- 1937 - Vitalij Michajlovyč Žolobov, cosmonauta e ingegnere sovietico
- 1938 - Salvatore Boccaccio, vescovo cattolico italiano († 2008)
- 1938 - Carlo Di Carlo, regista e critico cinematografico italiano († 2016)
- 1938 - Vittorio Regeni, ex calciatore italiano
- 1938 - Alcides Silveira, calciatore uruguaiano († 2011)
- 1938 - Renato Ugo, chimico italiano († 2020)
- 1939 - Béatrice Altariba, attrice e modella francese
- 1939 - Lou Brock, giocatore di baseball statunitense († 2020)
- 1939 - Eyvind Clausen, calciatore danese († 2013)
- 1939 - Giovanni Cornacchia, ostacolista e dirigente sportivo italiano († 2008)
- 1939 - Paolo Gibertoni, politico italiano
- 1939 - Jack Herer, attivista statunitense († 2010)
- 1939 - Oleg Grigor'evič Jančenko, organista e compositore russo († 2002)
- 1939 - Michail Nikolaevič Kuraev, scrittore e sceneggiatore russo
- 1939 - Claudio Nassi, dirigente sportivo e ex calciatore italiano
- 1939 - Jack O'Brien, regista teatrale, produttore teatrale e librettista statunitense
- 1939 - Giuseppe Vivenzio, fantino italiano († 2021)
- 1940 - Anna Chromy, scultrice e pittrice ceca († 2021)
- 1940 - Casimiro Ferrari, alpinista italiano († 2001)
- 1940 - Phillip Johnson, pseudoscienziato e saggista statunitense († 2019)
- 1940 - Giorgio Maioli, calciatore e allenatore di calcio italiano († 2022)
- 1940 - Rubén Montoya, ex calciatore argentino
- 1940 - Judith Pipher, astronoma e fisica statunitense († 2022)
- 1940 - Aldo Preda, politico italiano
- 1940 - Mirjam Pressler, scrittrice e traduttrice tedesca († 2019)
- 1940 - Romano Scavolini, regista cinematografico, sceneggiatore e direttore della fotografia italiano
- 1941 - María Teresa Campos, giornalista, conduttrice televisiva e conduttrice radiofonica spagnola († 2023)
- 1941 - Michel Chapuis, ex canoista francese
- 1941 - Edward Ferry, canottiere statunitense († 2023)
- 1941 - Elizabeth Franz, attrice statunitense
- 1941 - Giuseppe Incardona, politico italiano
- 1941 - Roger Lemerre, allenatore di calcio e ex calciatore francese
- 1941 - Chas Newby, bassista inglese († 2023)
- 1941 - Jim Pepper, sassofonista, compositore e cantante statunitense († 1992)
- 1942 - Celly Campello, cantante, conduttrice televisiva e conduttrice radiofonica brasiliana († 2003)
- 1942 - Roger Ebert, critico cinematografico statunitense († 2013)
- 1942 - Thabo Mbeki, politico sudafricano
- 1942 - Paul McCartney, cantautore, compositore e polistrumentista britannico
- 1942 - Rosanna Minozzi, politica italiana
- 1942 - Samuel Oliva, cestista argentino († 2015)
- 1942 - Joseph Anthony Pepe, vescovo cattolico statunitense
- 1942 - Philippe Piat, ex calciatore francese
- 1942 - Francesco Raffaele Piccolo, politico italiano († 2021)
- 1942 - Carl Radle, bassista statunitense († 1980)
- 1942 - Nick Tate, attore australiano
- 1942 - Riitta Uosukainen, politica finlandese
- 1942 - Hans Vonk, direttore d'orchestra olandese († 2004)
- 1943 - Raffaella Carrà, cantante, attrice e ballerina italiana († 2021)
- 1943 - Giordano Colombo, cantante italiano
- 1943 - Carlo Fioroni, ex terrorista italiano
- 1943 - Willie Irvine, calciatore nordirlandese († 2025)
- 1943 - Rolf-Ulrich Kaiser, giornalista, produttore discografico e scrittore tedesco
- 1943 - Armand Maillard, arcivescovo cattolico francese
- 1943 - Éva Marton, soprano ungherese
- 1944 - Viktor Petrovič Gajduk, politologo, critico letterario e saggista russo
- 1944 - Rick Griffin, artista statunitense († 1991)
- 1944 - Barbara Pietrzak, esperantista e giornalista polacca
- 1944 - Sandy Posey, cantante statunitense († 2024)
- 1944 - Salvador Sánchez Cerén, politico salvadoregno
- 1945 - John E. Douglas, poliziotto e ex militare statunitense
- 1945 - Sergio Lanza, presbitero e teologo italiano († 2012)
- 1945 - Howard Siler, bobbista statunitense († 2014)
- 1945 - Bohumil Veselý, ex calciatore cecoslovacco
- 1945 - John Whisenant, allenatore di pallacanestro statunitense
- 1946 - Victor Abagna Mossa, arcivescovo cattolico della Repubblica del Congo
- 1946 - Bruiser Brody, wrestler statunitense († 1988)
- 1946 - Fabio Capello, ex calciatore e allenatore di calcio italiano
- 1946 - Robert Peter Deeley, vescovo cattolico statunitense
- 1946 - Gilberto Idonea, attore italiano († 2018)
- 1946 - Lídia Jorge, scrittrice portoghese
- 1946 - Maria Bethânia, cantautrice brasiliana
- 1946 - Gordon Murray, ingegnere e imprenditore sudafricano
- 1946 - Gustavo Oliveros, ex schermidore cubano
- 1946 - Luan Peters, attrice e cantante britannica († 2017)
- 1946 - Aleksandr Vladimirovič Prochorov, allenatore di calcio e calciatore sovietico († 2005)
- 1946 - Angelo Maria Ricci, fumettista e illustratore italiano († 2025)
- 1946 - Ray Treacy, allenatore di calcio e calciatore irlandese († 2015)
- 1946 - Horst Wruck, calciatore tedesco orientale († 2022)
- 1947 - Massimo Baldini, filosofo italiano († 2008)
- 1947 - Ivonne Coll, attrice portoricana
- 1947 - Pam Conrad, scrittrice statunitense († 1996)
- 1947 - Romeo Crennel, allenatore di football americano statunitense
- 1947 - Bernard Giraudeau, attore e regista francese († 2010)
- 1947 - Lajos Kocsis, calciatore ungherese († 2000)
- 1947 - Al Robinson, pugile statunitense († 1974)
- 1947 - Nello Saltutti, calciatore e allenatore di calcio italiano († 2003)
- 1947 - Aldo Sarullo, regista, drammaturgo e sceneggiatore italiano
- 1947 - Dominique Valera, karateka e kickboxer francese
- 1947 - Hanns Zischler, attore tedesco
- 1948 - Régis Deparis, pittore francese († 2013)
- 1948 - Braco Dimitrijević, artista bosniaco
- 1948 - Giuseppe Guttadauro, mafioso e chirurgo italiano
- 1948 - René Hasler, ex calciatore svizzero
- 1948 - Philip Jackson, attore britannico
- 1948 - Subrata Roy, imprenditore e politico indiano († 2023)
- 1948 - Sherry Turkle, sociologa e psicologa statunitense
- 1948 - Aleksandr Ušakov, biatleta sovietico († 2024)
- 1948 - Sandro Vanello, ex calciatore italiano
- 1949 - Chris Van Allsburg, scrittore e illustratore statunitense
- 1949 - Stefano Folli, giornalista italiano
- 1949 - Paolo Gallarati, musicologo e critico musicale italiano
- 1949 - Han Duk-soo, politico sudcoreano
- 1949 - Christian Holder, ballerino, coreografo e costumista trinidadiano († 2025)
- 1949 - Heinz Hoyer, medaglista tedesco
- 1949 - Lech Kaczyński, politico polacco († 2010)
- 1949 - Jarosław Kaczyński, politico polacco
- 1949 - Bernd Kluge, numismatico tedesco
- 1949 - Corinne Molesworth, ex tennista britannica
- 1949 - Prince Lincoln Thompson, cantante, musicista e compositore giamaicano († 1999)
- 1949 - Paul Tonko, politico statunitense
- 1950 - Emilio Bolles, produttore cinematografico italiano
- 1950 - Ann Marie Di Mambro, scrittrice e drammaturga scozzese
- 1950 - Annelie Ehrhardt, ostacolista tedesca († 2024)
- 1950 - Ghafour Jahani, ex calciatore iraniano
- 1950 - Mike Johanns, politico e avvocato statunitense
- 1950 - Fulco Lanchester, costituzionalista e saggista italiano
- 1950 - Ugo Russo, giornalista e cantante italiano
- 1950 - Luigi Zarcone, mezzofondista italiano († 2001)
- 1951 - Salvatore Bellomo, wrestler italiano († 2019)
- 1951 - Malalin Bunnag, attrice thailandese († 2021)
- 1951 - Stephen Hopper, botanico australiano
- 1951 - Giorgio Lo Cascio, cantautore e giornalista italiano († 2001)
- 1951 - Jerry McNerney, politico e ingegnere statunitense
- 1951 - Steve Miner, regista e produttore cinematografico statunitense
- 1951 - Roberto Olla, giornalista e scrittore italiano
- 1951 - Gianni Pezzani, fotografo italiano
- 1951 - Gyula Sax, scacchista ungherese († 2014)
- 1951 - Giuseppe Siciliani, medico e politico italiano
- 1951 - Nobutaka Taguchi, ex nuotatore giapponese
- 1951 - Carlo Trigilia, sociologo italiano
- 1952 - Marcella Bella, cantante italiana
- 1952 - Baby do Brasil, cantante, compositrice e religiosa brasiliana
- 1952 - John Carl Buechler, effettista, regista cinematografico e attore statunitense († 2019)
- 1952 - Dominique Chauvelot, ex velocista francese
- 1952 - Giuseppe De Carli, giornalista e saggista italiano († 2010)
- 1952 - Idriss Déby, generale e politico ciadiano († 2021)
- 1952 - Aldo Giannuli, politologo, storico e saggista italiano
- 1952 - Carol Kane, attrice statunitense
- 1952 - Lee Soo-man, produttore discografico sudcoreano
- 1952 - Alcide Molteni, politico italiano
- 1952 - Dario Ortolano, politico italiano
- 1952 - Per Petterson, scrittore norvegese
- 1952 - Isabella Rossellini, attrice e modella italiana
- 1952 - Isotta Ingrid Rossellini, critica letteraria e saggista italiana
- 1953 - Antonella Boralevi, scrittrice, giornalista e conduttrice televisiva italiana
- 1953 - Derek Deane, ex ballerino e direttore artistico britannico
- 1953 - Mark Gruenwald, fumettista e curatore editoriale statunitense († 1996)
- 1953 - Diane Pratte, ex sciatrice alpina canadese
- 1953 - Bruce Seals, cestista e allenatore di pallacanestro statunitense († 2020)
- 1953 - David John Walkowiak, vescovo cattolico statunitense
- 1954 - Jennifer, cantante e attrice francese
- 1954 - Marina Magistrelli, politica italiana
- 1954 - Raffaele Mauro, politico italiano
- 1954 - Viktor Mazin, sollevatore sovietico († 2022)
- 1954 - Maria Grazia Rosa Rosso, giornalista, conduttrice televisiva e editrice italiana
- 1954 - Magnus Uggla, cantante svedese
- 1954 - Hussein Kamel al-Majid, generale e politico iracheno († 1996)
- 1955 - Sandy Allen, statunitense († 2008)
- 1955 - Michael DiLeonardo, mafioso statunitense
- 1955 - Manuela Gatti, attrice italiana
- 1955 - David Hamid, vescovo anglicano britannico
- 1955 - Leon Herbert, attore britannico
- 1955 - Mísia, cantante portoghese († 2024)
- 1956 - Brian Benben, attore statunitense
- 1956 - Alan Davis, fumettista britannico
- 1956 - Rod Griffin, ex cestista e allenatore di pallacanestro statunitense
- 1956 - Dominic Guard, attore britannico
- 1956 - Gjon Kolndrekaj, regista e produttore cinematografico italiano
- 1956 - Valentina Lutaeva, pallamanista sovietica († 2023)
- 1956 - Claudio Maiani, allenatore di calcio e ex calciatore sammarinese
- 1956 - Roberto Manuzzi, sassofonista italiano
- 1956 - Kathy May, ex tennista statunitense
- 1956 - Cynthia Mort, sceneggiatrice e produttrice televisiva statunitense
- 1956 - Stefano Scodanibbio, contrabbassista e compositore italiano († 2012)
- 1956 - Pietro Vanzi, brigatista italiano († 2003)
- 1957 - Béla Bakosi, ex triplista ungherese
- 1957 - Giuseppe Bellini, allenatore di calcio e ex calciatore italiano
- 1957 - Ralph Brown, attore e drammaturgo britannico
- 1957 - Mauro Conciatori, regista cinematografico italiano
- 1957 - Patrick Delamontagne, ex calciatore francese
- 1957 - Mona Domosh, geografa statunitense
- 1957 - Irene Epple, ex sciatrice alpina tedesca
- 1957 - Andrea Evans, attrice statunitense († 2023)
- 1957 - Francesco Granato, politico italiano
- 1957 - Miguel Ángel Lotina, allenatore di calcio e ex calciatore spagnolo
- 1957 - Blažej Mašura, ex cestista e allenatore di pallacanestro cecoslovacco
- 1957 - Giancarlo Pivetta, ex rugbista a 15 e allenatore di rugby a 15 italiano
- 1957 - Richard Powers, romanziere statunitense
- 1957 - Marvin Sims, ex giocatore di football americano statunitense
- 1958 - Peter Altmaier, politico tedesco
- 1958 - Genādijs Šitiks, calciatore e allenatore di calcio lettone († 2009)
- 1959 - Andreas Bergmann, allenatore di calcio e ex calciatore tedesco
- 1959 - Johnny Lee Clary, politico, wrestler e predicatore statunitense († 2014)
- 1959 - Massimo Iosa Ghini, architetto e designer italiano
- 1959 - Patrizio de Lollis, incisore italiano
- 1959 - Catherine Malabou, filosofa francese
- 1959 - Antonio Mazzaracchio, sportivo italiano
- 1959 - Viveca Sten, scrittrice e economista svedese
- 1959 - Oscar Tacchi, dirigente sportivo e ex calciatore italiano
- 1960 - Bizu, ex calciatore brasiliano
- 1960 - Nasser Bouiche, ex calciatore algerino
- 1960 - Gary Breit, tastierista canadese
- 1960 - Barbara Broccoli, produttrice cinematografica statunitense
- 1960 - Kevin Drinkell, allenatore di calcio e ex calciatore inglese
- 1960 - Marie-Cécile Gros-Gaudenier, ex sciatrice alpina francese
- 1960 - Christopher Lloyd, sceneggiatore e produttore televisivo statunitense
- 1960 - Giancarlo Loquenzi, giornalista e conduttore radiofonico italiano
- 1960 - Maria Morace, calciatrice italiana
- 1960 - Carlos Olmedo, ex calciatore paraguaiano
- 1960 - Omar Abdirashid Ali Sharmarke, politico somalo
- 1960 - Marco Vitali, ex ciclista su strada italiano
- 1960 - West Arkeen, chitarrista, compositore e percussionista statunitense († 1997)
- 1961 - Amir Abu al-Khair, ex cestista egiziano
- 1961 - János Bálint, flautista ungherese
- 1961 - Barbara Castracane, doppiatrice e direttrice del doppiaggio italiana
- 1961 - Leo Cushley, arcivescovo cattolico scozzese
- 1961 - Dzintar Klavan, ex calciatore estone
- 1961 - Walter Magnifico, dirigente sportivo, ex cestista e allenatore di pallacanestro italiano
- 1961 - Ann Melander, ex sciatrice alpina svedese
- 1961 - Alison Moyet, cantante britannica
- 1961 - Manuel Pereira, ex schermidore spagnolo
- 1961 - Randy Spears, ex attore pornografico statunitense
- 1961 - Silvia Tognoloni, doppiatrice, dialoghista e direttrice del doppiaggio italiana
- 1962 - Flavio Becca, imprenditore lussemburghese
- 1962 - Tonino Cossu, fantino italiano
- 1962 - Granger Hall, ex cestista statunitense
- 1962 - Andy Linighan, ex calciatore inglese
- 1962 - Mitsuharu Misawa, wrestler e lottatore giapponese († 2009)
- 1962 - LaLaura, giornalista, conduttrice radiofonica e autrice televisiva italiana
- 1962 - Lisa Randall, fisica statunitense
- 1963 - Carlo Caramelli, allenatore di calcio e ex calciatore italiano
- 1963 - Simon Cottrell, ex cestista australiano
- 1963 - Luis Fajardo, ex calciatore colombiano
- 1963 - Adam Hargreaves, scrittore e illustratore britannico
- 1963 - Gilles Marchand, sceneggiatore francese
- 1963 - Jeff Mills, disc jockey e produttore discografico statunitense
- 1963 - Wataru Yoshizumi, fumettista giapponese
- 1963 - Rumen Radev, generale e politico bulgaro
- 1963 - Dizzy Reed, tastierista statunitense
- 1963 - Luigi Rocca, calciatore e allenatore di calcio italiano († 2024)
- 1963 - Torhild Sivertsen, cantante norvegese
- 1963 - Bruce Smith, ex giocatore di football americano statunitense
- 1963 - Iréne Theorin, soprano svedese
- 1963 - Christian Vadim, attore francese
- 1963 - Lidia Yuknavitch, scrittrice, docente e editrice statunitense
- 1964 - Dave Lee, disc jockey e produttore discografico britannico
- 1964 - Vito LoGrasso, ex wrestler statunitense
- 1964 - Yang Yi, scrittrice cinese
- 1964 - Francesco Siviero, ex calciatore e dirigente sportivo italiano
- 1964 - Petre Tobă, politico e poliziotto rumeno
- 1964 - Wilson de Souza Mendonça, ex arbitro di calcio brasiliano
- 1964 - 'Uday Saddam, politico, giornalista e militare iracheno († 2003)
- 1965 - Xavier Blond, ex biatleta francese
- 1965 - Fabrizio Di Mauro, dirigente sportivo e ex calciatore italiano
- 1965 - Kim Dickens, attrice statunitense
- 1965 - Daniel Herrendorf, scrittore, saggista e filosofo argentino
- 1966 - Kurt Browning, pattinatore artistico su ghiaccio canadese
- 1966 - Miguel Davis, ex calciatore costaricano
- 1966 - Catherine Fleury-Vachon, ex judoka francese
- 1966 - Lucila Gandolfo, attrice e cantante argentina
- 1966 - Luke Jensen, ex tennista statunitense
- 1966 - Troy Kemp, ex altista bahamense
- 1966 - Antonio Martín Espina, ex cestista spagnolo
- 1966 - Robert Charles O'Brien, avvocato e politico statunitense
- 1966 - Jerome Paarwater, ex rugbista a 15 e allenatore di rugby a 15 sudafricano
- 1966 - Antonio Paganin, allenatore di calcio e ex calciatore italiano
- 1966 - Oleksij Reznikov, politico ucraino
- 1966 - Maurizio Trezzi, giornalista italiano
- 1967 - Ken Andrews, cantautore, musicista e produttore discografico statunitense
- 1967 - Glen Benton, cantante e bassista statunitense
- 1967 - Fernando Borcel, ex cestista argentino
- 1967 - Massimo Brunello, ex rugbista a 15 e allenatore di rugby a 15 italiano
- 1967 - Alex Bunbury, ex calciatore e ex giocatore di calcio a 5 canadese
- 1967 - Ramiro Cassina, ex rugbista a 15 e allenatore di rugby a 15 argentino
- 1967 - Dario Cassini, comico, attore e cabarettista italiano
- 1967 - Jörg Leichtfried, politico austriaco
- 1967 - Michelle McKendry, ex sciatrice alpina canadese
- 1967 - Federico Pace, scrittore e giornalista italiano
- 1967 - Alberto Simonelli, arciere italiano
- 1967 - Francesca Sposi, ballerina italiana
- 1967 - Sun Ying, ex cestista cinese
- 1968 - Emanuele Coen, giornalista e scrittore italiano
- 1968 - Daila Dameno, arciera, ex sciatrice alpina e ex nuotatrice italiana
- 1968 - Ana Duato, attrice spagnola
- 1968 - Steve Ouimette, chitarrista statunitense
- 1968 - Caroline Smits, ex cestista olandese
- 1968 - Alda Teodorani, scrittrice, traduttrice e poetessa italiana
- 1969 - Guillermo Almada, allenatore di calcio e ex calciatore uruguaiano
- 1969 - Maksim Astanin, ex cestista russo
- 1969 - Marios Charalampous, ex calciatore cipriota
- 1969 - Pokey Chatman, ex cestista e allenatrice di pallacanestro statunitense
- 1969 - Marisa Della Pasqua, attrice teatrale, doppiatrice e direttrice del doppiaggio italiana
- 1969 - Paola Della Pasqua, attrice teatrale, doppiatrice e direttrice del doppiaggio italiana
- 1969 - Haki Doku, paraciclista albanese
- 1969 - Stefano Esposito, politico italiano
- 1969 - Anne Nivat, giornalista francese
- 1969 - Charles Spence, psicologo britannico
- 1969 - Flavio Tosi, politico italiano
- 1969 - Gordan Zadravec, ex cestista croato
- 1970 - Adis Bećiragić, ex cestista e allenatore di pallacanestro bosniaco
- 1970 - Bradley Dean, attore statunitense
- 1970 - Adam Harrington, doppiatore statunitense
- 1970 - Ivan Kozák, ex calciatore slovacco
- 1970 - Ludovic Pollet, allenatore di calcio e ex calciatore francese
- 1970 - Ștefan Preda, ex calciatore rumeno
- 1970 - Greg Yaitanes, regista e produttore televisivo statunitense
- 1970 - Cristiano Zuliani, politico italiano
- 1971 - Paola Barbato, fumettista e scrittrice italiana
- 1971 - Jorge Bermúdez, ex calciatore colombiano
- 1971 - C. J. Bolland, produttore discografico e disc jockey britannico
- 1971 - Albert Bunjaku, allenatore di calcio e ex calciatore kosovaro
- 1971 - Kerry Butler, attrice, cantante e doppiatrice statunitense
- 1971 - Melissa Coates, wrestler, culturista e attrice canadese († 2021)
- 1971 - Jen Kiggans, politica e medico statunitense
- 1971 - Jason McAteer, ex calciatore e allenatore di calcio irlandese
- 1971 - Nathan Morris, cantante statunitense
- 1971 - Andy Ogles, politico statunitense
- 1971 - Nigel Owens, arbitro di rugby a 15 e conduttore televisivo gallese
- 1971 - Roby Santini, disc jockey, produttore discografico e cantautore italiano
- 1971 - Stefano Scherini, attore italiano
- 1971 - Yoshiyuki Shinoda, allenatore di calcio e ex calciatore giapponese
- 1971 - Domonique Simone, ex attrice pornografica statunitense
- 1972 - Oksana Byčkova, regista russa
- 1972 - Ondrej Debnár, ex calciatore slovacco
- 1972 - Jorge Núñez Piris, ex atleta paralimpico spagnolo
- 1972 - Taiwo Rafiu, ex cestista nigeriana
- 1972 - Antonio Sconziano, ex calciatore italiano
- 1972 - Anu Tali, direttrice d'orchestra estone
- 1972 - Infernus, chitarrista norvegese
- 1972 - Michal Yannai, attrice, conduttrice televisiva e doppiatrice israeliana
- 1973 - Sergio Baratto, scrittore italiano
- 1973 - Marco Belardi, produttore cinematografico e produttore televisivo italiano
- 1973 - Julie Depardieu, attrice francese
- 1973 - Stephen Thomas Erlewine, musicologo e critico musicale statunitense
- 1973 - Rick Famuyiwa, regista, sceneggiatore e produttore cinematografico statunitense
- 1973 - Jokeren, rapper danese
- 1973 - Yumi Kakazu, doppiatrice giapponese
- 1973 - Ray LaMontagne, cantautore e musicista statunitense
- 1973 - Michael Lerjéus, ex arbitro di calcio svedese
- 1973 - Alexandra Meissnitzer, ex sciatrice alpina austriaca
- 1973 - Junas Naciri, ex calciatore olandese
- 1973 - Alexandros Papadimitriou, martellista greco
- 1973 - Yūken Teruya, artista giapponese
- 1974 - Simona Atzori, pittrice, ballerina e scrittrice italiana
- 1974 - Alessandro Bencivenga, regista e sceneggiatore italiano
- 1974 - Wendel Bezerra, attore, doppiatore e direttore del doppiaggio brasiliano
- 1974 - Maurizio Carrara, politico italiano
- 1974 - Emiliano Coltorti, attore, doppiatore e direttore del doppiaggio italiano
- 1974 - Sonia Couling, modella, attrice e conduttrice televisiva thailandese
- 1974 - José Enrique Gutiérrez, ex ciclista su strada spagnolo
- 1974 - Auðun Helgason, ex calciatore islandese
- 1974 - Itziar Ituño, attrice e cantante spagnola
- 1974 - Milan Kučera, ex combinatista nordico ceco
- 1974 - Giorgio Lops, ex arbitro di calcio italiano
- 1974 - Vincenzo Montella, allenatore di calcio e ex calciatore italiano
- 1974 - Sergej Šarikov, schermidore russo († 2015)
- 1974 - Karol Schulz, ex calciatore slovacco
- 1974 - Simone Valiante, politico italiano
- 1974 - Kenan İmirzalıoğlu, attore e modello turco
- 1974 - Taeko Ōyama, ex cestista giapponese
- 1975 - Boris Chambon, pilota motociclistico francese
- 1975 - Jamel Debbouze, attore, comico e produttore cinematografico francese
- 1975 - Mario Fattore, ultramaratoneta italiano
- 1975 - Marie Gillain, attrice belga
- 1975 - Freddy González, ex ciclista su strada colombiano
- 1975 - Avery John, ex calciatore trinidadiano
- 1975 - Aleksandrs Koliņko, allenatore di calcio e ex calciatore lettone
- 1975 - Patrick Melton, sceneggiatore statunitense
- 1975 - Silkk the Shocker, rapper e attore statunitense
- 1975 - Joe Nunez, batterista statunitense
- 1975 - Rossano Sasso, politico italiano
- 1975 - Jeff Saturday, ex giocatore di football americano e allenatore di football americano statunitense
- 1975 - Manuel de Sousa, arbitro di calcio portoghese
- 1975 - Martin St. Louis, ex hockeista su ghiaccio canadese
- 1976 - Aleksej Andrjunin, ex bobbista russo
- 1976 - Mustapha Bidoudane, ex calciatore marocchino
- 1976 - Busbee, musicista e produttore discografico statunitense († 2019)
- 1976 - Giuseppe Catozzella, scrittore e poeta italiano
- 1976 - Christoff, cantante belga
- 1976 - Michele D'Attanasio, direttore della fotografia italiano
- 1976 - Alana de la Garza, attrice statunitense
- 1976 - Brady Haran, regista australiano
- 1976 - Tatsuhiko Kubo, ex calciatore giapponese
- 1976 - Jonathan Levine, regista e sceneggiatore statunitense
- 1976 - Laura Lynn, cantante belga
- 1976 - Tamás Margl, ex lunghista e bobbista ungherese
- 1976 - Jacek Markiewicz, ex calciatore polacco
- 1976 - Akinori Nishizawa, ex calciatore giapponese
- 1976 - Thomas Riedl, allenatore di calcio e ex calciatore tedesco
- 1976 - Blake Shelton, cantante, musicista e personaggio televisivo statunitense
- 1976 - Ricardo Soares Florêncio, ex calciatore brasiliano
- 1976 - Barbara Steinemann, politica svizzera
- 1976 - Luca Valdesi, karateka italiano
- 1977 - Renzo Candussio, arbitro di calcio italiano
- 1977 - Erin Davie, attrice e cantante statunitense
- 1977 - Darrell Dicken, giocatore di poker statunitense
- 1977 - John Ertzgaard, velocista norvegese
- 1977 - Tommaso Giulini, imprenditore e dirigente sportivo italiano
- 1977 - Dime Jankulovski, allenatore di calcio e ex calciatore svedese
- 1977 - Kaja Kallas, politica estone
- 1977 - Oleksandr Kosyrin, ex calciatore ucraino
- 1977 - Stefano Landini, fumettista italiano
- 1977 - Majed Moqed, terrorista saudita († 2001)
- 1977 - Răzvan Sabău, ex tennista rumeno
- 1977 - Dilan Yeşilgöz-Zegerius, politica olandese
- 1978 - Sarah Adler, attrice israeliana
- 1978 - Marta Cecchetto, modella italiana
- 1978 - Luca Dirisio, cantautore italiano
- 1978 - Jan Hejda, ex hockeista su ghiaccio ceco
- 1978 - Emma Heming, supermodella e imprenditrice britannica
- 1978 - Dimitri Kiernan, ex giocatore di football americano francese
- 1978 - Wang Liqin, ex tennistavolista cinese
- 1978 - Eka Zgouladze, politica georgiana
- 1979 - Pini Balili, ex calciatore israeliano
- 1979 - Stefano Bono, ex calciatore italiano
- 1979 - Dana Boonen, ex cestista belga
- 1979 - Nicole Brändli, ex ciclista su strada svizzera
- 1979 - Margherita Chiavaro, pallavolista e giocatrice di beach volley italiana
- 1979 - Bandegne Diop, ex cestista senegalese
- 1979 - Milene Domingues, modella e ex calciatrice brasiliana
- 1979 - Thomas Elliot, calciatore britannico
- 1979 - Aljaksej Hryšyn, ex sciatore freestyle bielorusso
- 1979 - Kristina Klebe, attrice statunitense
- 1979 - Yumiko Kobayashi, doppiatrice giapponese
- 1979 - Brian McKeever, fondista e biatleta canadese
- 1979 - Kenny Noyes, pilota motociclistico statunitense
- 1979 - Goran Sankovič, calciatore sloveno († 2022)
- 1979 - Francesco Scarpa, calciatore italiano
- 1979 - Andrew Sinkala, ex calciatore zambiano
- 1980 - Musa Audu, velocista nigeriano
- 1980 - Kevin Bishop, attore britannico
- 1980 - Immacolata Cerasuolo, nuotatrice italiana
- 1980 - Osvaldo Di Dio, chitarrista e compositore italiano
- 1980 - Casey Dunning, ex rugbista a 15 e allenatore di rugby a 15 australiano
- 1980 - Antonio Gates, ex giocatore di football americano statunitense
- 1980 - David Giuntoli, attore statunitense
- 1980 - Sergej Kirdjapkin, marciatore russo
- 1980 - Nicolás Mateo, attore e musicista argentino
- 1980 - Craig Mottram, mezzofondista australiano
- 1980 - Matteo Musso, giornalista italiano
- 1980 - Antero Niittymäki, ex hockeista su ghiaccio finlandese
- 1980 - Michael Sullivan, rugbista a 13 australiano
- 1980 - Michael Wimmer, allenatore di calcio e ex calciatore tedesco
- 1981 - Scooter Braun, imprenditore statunitense
- 1981 - Brandon Brown, ex cestista statunitense
- 1981 - Ella Chen, cantante e attrice taiwanese
- 1981 - Tiberiu Ghioane, ex calciatore rumeno
- 1981 - David Hale, ex hockeista su ghiaccio statunitense
- 1981 - Andrea Manucci, ex calciatore italiano
- 1981 - Javier Menéndez, ex schermidore spagnolo
- 1981 - Teun Mulder, pistard olandese
- 1981 - Marco Streller, dirigente sportivo e ex calciatore svizzero
- 1981 - Steed Tchicamboud, ex cestista e allenatore di pallacanestro francese
- 1982 - Nadir Belhadj, ex calciatore francese
- 1982 - Marco Borriello, dirigente sportivo e ex calciatore italiano
- 1982 - George Halkidis, ex hockeista su ghiaccio canadese
- 1982 - Michael Jenkins, giocatore di football americano statunitense
- 1982 - Fabien Lefèvre, canoista francese
- 1982 - Mateusz Ligocki, snowboarder polacco
- 1982 - Vadym Pružanov, tastierista ucraino
- 1982 - Ahmad Salah Alwan, allenatore di calcio e ex calciatore iracheno
- 1982 - Eva Trautmann, pentatleta tedesca
- 1983 - Yannick Bazin, pallavolista francese
- 1983 - Guilbaut Colas, ex sciatore freestyle francese
- 1983 - Matías Degra, ex calciatore argentino
- 1983 - Markus Felfernig, ex calciatore austriaco
- 1983 - Antonio Floro Flores, allenatore di calcio e ex calciatore italiano
- 1983 - Đorđe Lazić, ex calciatore serbo
- 1983 - Christian Jorge Martínez, calciatore cileno
- 1983 - Johan Nicodemi, giocatore di beach soccer francese
- 1983 - Miladin Peković, ex cestista serbo
- 1983 - Philipp Poisel, cantante, chitarrista e percussionista tedesco
- 1983 - Liz Solari, modella, attrice e conduttrice televisiva argentina
- 1984 - Sami Anbar, calciatore emiratino
- 1984 - Stefano Anceschi, velocista italiano
- 1984 - Ramon Dyer, ex cestista statunitense
- 1984 - Ndudi Ebi, ex cestista nigeriano
- 1984 - Janne Happonen, ex saltatore con gli sci finlandese
- 1984 - Josh Harding, ex hockeista su ghiaccio canadese
- 1984 - Ian Jones-Quartey, sceneggiatore, animatore e doppiatore statunitense
- 1984 - Laudo Liebenberg, attore e musicista sudafricano
- 1984 - Louis Poggi, ex calciatore francese
- 1984 - Eka Ramdani, calciatore indonesiano
- 1984 - Enrique Ramil, cantante, musicista e compositore spagnolo
- 1984 - Noor Sabri, calciatore iracheno
- 1984 - Fernanda Souza, attrice, conduttrice televisiva e cantante brasiliana
- 1984 - Ron Stam, ex calciatore olandese
- 1984 - Wilfredo Vázquez Jr., pugile portoricano
- 1984 - Ella Endlich, cantante, attrice e conduttrice televisiva tedesca
- 1984 - Frida Ånnevik, cantante norvegese
- 1985 - Matías Abelairas, ex calciatore argentino
- 1985 - Benjamin Bratton, schermidore statunitense
- 1985 - Sebastian Burduja, politico romeno
- 1985 - Alex Hirsch, animatore, sceneggiatore e doppiatore statunitense
- 1985 - Jarrius Jackson, ex cestista statunitense
- 1985 - Carlo Pastore, direttore artistico e conduttore radiofonico italiano
- 1985 - Serhij Ševčuk, calciatore ucraino
- 1985 - Cristian Damián Torres, ex calciatore argentino
- 1986 - Islam Alijaj, politico svizzero
- 1986 - Jimmie Allen, cantautore statunitense
- 1986 - Maksim Bardačoŭ, ex calciatore bielorusso
- 1986 - Steve Cishek, giocatore di baseball statunitense
- 1986 - Richard Gasquet, ex tennista francese
- 1986 - Richard Madden, attore scozzese
- 1986 - Shūsaku Nishikawa, calciatore giapponese
- 1986 - Ricardo Nunes, ex calciatore sudafricano
- 1986 - Meaghan Rath, attrice canadese
- 1986 - Crystal Renn, scrittrice e modella statunitense
- 1986 - Ante Rukavina, ex calciatore croato
- 1986 - Réka Tenki, attrice ungherese
- 1986 - Raffaele Tizzano, giornalista, conduttore televisivo e conduttore radiofonico italiano
- 1986 - Aljaksandr Valadz'ko, allenatore di calcio e ex calciatore bielorusso
- 1986 - Matt Walsh, conduttore radiofonico e opinionista statunitense
- 1987 - Omar Arellano, calciatore messicano
- 1987 - Ezgi Asaroğlu, attrice turca
- 1987 - Raúl Bobadilla, calciatore argentino
- 1987 - Jason Castro, giocatore di baseball statunitense
- 1987 - Dimitri Claeys, dirigente sportivo e ex ciclista su strada belga
- 1987 - O.T. Genasis, rapper statunitense
- 1987 - Cristo Martín, calciatore spagnolo
- 1987 - Marcelo Moreno, ex calciatore boliviano
- 1987 - Sevhil' Musajeva, giornalista ucraina
- 1987 - Anna Ol'chovyk, cestista ucraina
- 1987 - Madara Palameika, giavellottista lettone
- 1987 - Harald Pichler, calciatore austriaco
- 1987 - Alex Ranghieri, pallavolista e giocatore di beach volley italiano
- 1987 - Boris Savović, cestista serbo
- 1987 - Niels Schneider, attore francese
- 1987 - Josip Šoljić, calciatore croato
- 1987 - Jonathan Tavernari, ex cestista brasiliano
- 1987 - Christina Vukicevic, ostacolista norvegese
- 1987 - Amélie Wenger-Reymond, sciatrice alpina svizzera
- 1987 - Xu Yang, calciatore cinese
- 1988 - Rashid Al-Mannai, triplista e altista qatariota
- 1988 - Jack Bassam Barakat, musicista statunitense
- 1988 - Isaac Becerra, ex calciatore spagnolo
- 1988 - Pierre Bengtsson, ex calciatore svedese
- 1988 - Martín Dedyn, ex calciatore argentino
- 1988 - Josh Dun, batterista statunitense
- 1988 - Osiris Eldridge, cestista statunitense
- 1988 - Gabriel Rodrigues de Moura, calciatore brasiliano
- 1988 - Massimiliano Ravalle, rugbista a 15 italiano
- 1988 - Patrick Rizzo, hockeista su ghiaccio italiano
- 1988 - Guillermo Roan, rugbista a 15 argentino
- 1988 - Islam Slimani, calciatore algerino
- 1988 - Andrij Volokitin, scacchista ucraino
- 1989 - Jonas Acquistapace, ex calciatore tedesco
- 1989 - Pierre-Emerick Aubameyang, calciatore francese
- 1989 - Ondřej Čelůstka, calciatore ceco
- 1989 - Anna Fenninger, ex sciatrice alpina austriaca
- 1989 - Chris Harris Jr., ex giocatore di football americano statunitense
- 1989 - Dane Haylett-Petty, rugbista a 15 sudafricano
- 1989 - Mallory Jansen, attrice australiana
- 1989 - Volodymyr Konjev, cestista ucraino
- 1989 - Mohammed Mbye, calciatore gambiano
- 1989 - Oto Nemsadze, cantante georgiano
- 1989 - Renee Olstead, attrice e cantante statunitense
- 1989 - Yamilson Rivera, ex calciatore colombiano
- 1989 - Jordan Patrick Smith, attore britannico
- 1989 - Christopher Wylie, informatico canadese
- 1990 - Jacob Anderson, attore e cantante britannico
- 1990 - Ferhan Hasani, ex calciatore macedone
- 1990 - Jeremy Irvine, attore britannico
- 1990 - Sandra Izbașa, ex ginnasta rumena
- 1990 - Thomas Juel-Nielsen, ex calciatore danese
- 1990 - Alexandre Ludovic, allenatore di calcio e ex calciatore francese
- 1990 - Gabrielė Narvičiūtė, cestista lituana
- 1990 - Amahl Pellegrino, calciatore norvegese
- 1990 - Chanyasorn Sakornchan, modella tailandese
- 1990 - Rúnar Már Sigurjónsson, calciatore islandese
- 1990 - Derek Stepan, hockeista su ghiaccio statunitense
- 1990 - Mitsuki Tanimura, attrice e doppiatrice giapponese
- 1990 - Christian Taylor, triplista e lunghista statunitense
- 1990 - Marko Zalokar, calciatore sloveno
- 1991 - Nemanja Čović, calciatore serbo
- 1991 - Zurab Datunashvili, lottatore georgiano
- 1991 - Ermanno Feliciani, arbitro di calcio italiano
- 1991 - Willa Holland, attrice e modella statunitense
- 1991 - Yahya Jabrane, calciatore e ex giocatore di calcio a 5 marocchino
- 1991 - Maurício Kozlinski, calciatore brasiliano
- 1991 - Marta Křepelková, ex saltatrice con gli sci ceca
- 1991 - Brent McGrath, ex calciatore australiano
- 1991 - Malela Mutuale, cestista francese
- 1991 - Collin Quaner, ex calciatore tedesco
- 1991 - Da'Rick Rogers, giocatore di football americano statunitense
- 1991 - Rasmus Schüller, calciatore finlandese
- 1991 - Rafaelle Souza, calciatrice brasiliana
- 1991 - Anna Swenn Larsson, sciatrice alpina svedese
- 1991 - Larry Warford, giocatore di football americano statunitense
- 1991 - Ondřej Zahustel, calciatore ceco
- 1991 - Artūrs Zjuzins, calciatore lettone
- 1992 - Rachid Alioui, calciatore francese
- 1992 - Matías Edelstein, giocatore di calcio a 5 argentino
- 1992 - Florin Ilie, calciatore rumeno
- 1992 - Artyom Khachaturov, ex calciatore moldavo
- 1992 - Emmanuel Mbella, ex calciatore francese
- 1992 - Maurice Ndour, cestista senegalese
- 1992 - Aleksandăr Nikolov, nuotatore bulgaro
- 1992 - Takuya Okamoto, calciatore giapponese
- 1992 - Karl Ouimette, ex calciatore canadese
- 1992 - Dani Ramírez, calciatore spagnolo
- 1992 - Wellington Rato, calciatore brasiliano
- 1992 - Ivan Rogač, calciatore serbo
- 1992 - Richard Solomon, cestista statunitense
- 1992 - Adama Soumaoro, calciatore francese
- 1992 - Sean Teale, attore inglese
- 1992 - Elías Vásquez, calciatore guatemalteco
- 1992 - Kyle Vinales, cestista statunitense
- 1992 - Aleksa Vukanović, calciatore serbo
- 1993 - Federico Bruno, mezzofondista argentino
- 1993 - Ruslan Chadarkevič, calciatore bielorusso
- 1993 - Laura Deloose, calciatrice belga
- 1993 - Kellen Dunham, cestista statunitense
- 1993 - Tomáš Kyzlink, cestista ceco
- 1993 - Dennis Lloyd, cantautore, musicista e produttore discografico israeliano
- 1993 - Joyce Lomalisa, calciatore della Repubblica Democratica del Congo
- 1993 - Gianluca Marchetti, cestista italiano
- 1993 - Lois Roche, calciatrice britannica
- 1993 - Marcel Schouten, nuotatore olandese
- 1994 - Peyton Alex Smith, attore statunitense
- 1994 - Christian Gamarino, pilota motociclistico italiano
- 1994 - Henna-Riikka Honkanen, calciatrice finlandese
- 1994 - Arcëm Hurėnka, calciatore bielorusso
- 1994 - Takuya Iwanami, calciatore giapponese
- 1994 - Takeoff, rapper statunitense († 2022)
- 1994 - Claire Lavogez, calciatrice francese
- 1994 - Rostyslav Lazarenko, aviatore e militare ucraino
- 1994 - Liang Rui, marciatrice cinese
- 1994 - Fabian Liebig, pentatleta tedesco
- 1994 - Álvaro Martín, marciatore spagnolo
- 1994 - Sean McMahon, rugbista a 15 australiano
- 1994 - Filippo Mondelli, canottiere italiano († 2021)
- 1994 - Flavia Nasella, multiplista italiana
- 1994 - Andrew Rowsey, cestista statunitense
- 1994 - Tamara Seda, cestista mozambicana
- 1994 - Rafael L. Silva, attore brasiliano
- 1994 - Prarthana Thombare, tennista indiana
- 1994 - Cătălin Țîră, calciatore rumeno
- 1994 - Lucas Tripodi, giocatore di calcio a 5 argentino
- 1994 - Justin Tuoyo, cestista statunitense
- 1994 - Bárbara Vélez, attrice e modella argentina
- 1995 - Luis Cangá, calciatore ecuadoriano
- 1995 - Habib Diallo, calciatore senegalese
- 1995 - Arnold Garita, calciatore camerunese
- 1995 - João Graça, calciatore portoghese
- 1995 - Jan Gyamerah, calciatore tedesco
- 1995 - Mario Hermoso, calciatore spagnolo
- 1995 - Kamila Kerimbajeva, ex tennista kazaka
- 1995 - Maksim Kovtun, pattinatore artistico su ghiaccio russo
- 1995 - Maung Maung Lwin, calciatore birmano
- 1995 - Valeriano Nchama, calciatore equatoguineano
- 1995 - Tyrell Nelson, cestista statunitense
- 1995 - Jonathan Paz, calciatore honduregno
- 1995 - Guilherme Gimenez de Souza, calciatore brasiliano († 2016)
- 1996 - Jacopo Alesiani, pallanuotista italiano
- 1996 - Koen Bucker, calciatore olandese
- 1996 - Corentin Carne, cestista francese
- 1996 - Ilenia Cordola, cestista italiana
- 1996 - Cătălin Căbuz, calciatore rumeno
- 1996 - Tim Duckworth, multiplista britannico
- 1996 - Giovanni Ficarra, canottiere italiano
- 1996 - Daniel Elahi Galán, tennista colombiano
- 1996 - Alen Halilović, calciatore croato
- 1996 - Hugo Keenan, rugbista a 15 irlandese
- 1996 - Jurij Medveděv, calciatore ceco
- 1996 - Ayaka Miyoshi, attrice, modella e cantante giapponese
- 1996 - Marc-Antoine Olivier, nuotatore francese
- 1996 - Angelica Olmo, triatleta italiana
- 1996 - Matheus Vargas, calciatore brasiliano
- 1996 - Vojtěch Vorel, calciatore ceco
- 1997 - Eno, rapper tedesco
- 1997 - Eduard Atuesta, calciatore colombiano
- 1997 - Jake Bailey, giocatore di football americano statunitense
- 1997 - Toni Borevković, calciatore croato
- 1997 - Maite Cazorla, cestista spagnola
- 1997 - Jacob Evans, cestista statunitense
- 1997 - Amine Harit, calciatore marocchino
- 1997 - Katharina Hobgarski, tennista tedesca
- 1997 - Owusu Kwabena, calciatore ghanese
- 1997 - Rafa Mir, calciatore spagnolo
- 1997 - Bálint Mócsán, cestista ungherese
- 1997 - Max Records, attore statunitense
- 1997 - Dominik Reimann, calciatore tedesco
- 1997 - Mariella Santucci, cestista italiana
- 1997 - Ronald dos Santos Lopes, calciatore brasiliano
- 1998 - Amine Benchaib, calciatore marocchino
- 1998 - Chetag Chosonov, calciatore russo
- 1998 - Limberg Gutiérrez Mojica, calciatore boliviano
- 1998 - Patricia Janečková, soprano slovacco († 2023)
- 1998 - Tosin Kehinde, calciatore nigeriano
- 1998 - Julien Masson, calciatore francese
- 1998 - Ryōtarō Meshino, calciatore giapponese
- 1998 - Kostja Mushidi, cestista tedesco
- 1998 - Sarah Nauta, attrice, doppiatrice e cantante olandese
- 1998 - Marko Pantić, calciatore serbo
- 1998 - Sava Petrov, calciatore serbo
- 1999 - Johan-Olav Botn, biatleta norvegese
- 1999 - Julian Diaz, giocatore di football americano statunitense
- 1999 - Tony Fields II, giocatore di football americano statunitense
- 1999 - Marcus Forss, calciatore finlandese
- 1999 - Giuliano Galoppo, calciatore argentino
- 1999 - Noah Gygax, giocatore di football americano svizzero
- 1999 - Kina, produttore discografico italiano
- 1999 - Hannah Scott, canottiera britannica
- 1999 - Vinni Triboulet, calciatore camerunese
- 1999 - Trippie Redd, rapper e cantante statunitense
- 2000 - Nicolás García, nuotatore spagnolo
- 2000 - Maor Levi, calciatore israeliano
- 2000 - Eyaggelos Makrygiannis, nuotatore greco
- 2000 - Thomas Aasen Markeng, saltatore con gli sci norvegese
- 2000 - Trey Murphy, cestista statunitense
- 2000 - Ibrahim Mustapha, calciatore ghanese
- 2000 - Hans Nicolussi Caviglia, calciatore italiano
- 2000 - Valentin Retailleau, ciclista su strada e ciclocrossista francese
- 2000 - Clément Vidal, calciatore francese
- 2000 - Petrez Williams, calciatore nevisiano

## XXI secolo(30)
- 2001 - Ledio Beqja, calciatore albanese
- 2001 - Tiago Gouveia, calciatore portoghese
- 2001 - Gabriel Martinelli, calciatore brasiliano
- 2001 - Cam Miller, giocatore di football americano statunitense
- 2001 - Evan Mobley, cestista statunitense
- 2001 - Daan Reiziger, calciatore olandese
- 2001 - Anna Schillinger, sciatrice alpina tedesca
- 2001 - Sebastian Summerer, giocatore di football americano austriaco
- 2001 - Thomas van den Belt, calciatore olandese
- 2002 - Tanor Bortolini, giocatore di football americano statunitense
- 2002 - Jeriel De Santis, calciatore venezuelano
- 2002 - Jade Le Guilly, calciatrice francese
- 2002 - Moussa N'Diaye, calciatore senegalese
- 2002 - Eduard Timbretti Gugiu, tuffatore rumeno
- 2002 - Yūhi Todome, ciclista su strada giapponese
- 2003 - Bailey Bass, attrice e modella statunitense
- 2003 - Axel Camblan, calciatore francese
- 2003 - Mohamed Wael Derbali, calciatore tunisino
- 2003 - ʿAlīreżā Firūzjāh, scacchista iraniano
- 2003 - Tom Pouilly, calciatore francese
- 2003 - Paweł Teclaf, scacchista polacco
- 2004 - Talia Gibson, tennista australiana
- 2004 - Linda Klimovičová, tennista ceca
- 2004 - Tobias Lauritsen, calciatore danese
- 2004 - Sophie Tabbiani, nuotatrice artistica italiana
- 2005 - Signe Gaupset, calciatrice norvegese
- 2005 - Giulia Vernice, nuotatrice artistica italiana
- 2005 - Nathan Zézé, calciatore francese
- 2006 - Michelle Smith, ostacolista, mezzofondista e velocista americo-verginiana
- 2007 - Chris Rigg, calciatore inglese